# Цибульковский сельский совет (Царичанский район)
Цибульковский сельский совет (укр. Цибульківська сільська рада) — входит в состав
Царичанского района
Днепропетровской области
Украины.
Административный центр сельского совета находится в 
с. Цибульковка
.

## Населённые пункты совета
- с. Цибульковка
- с. Егорино
- с. Зубковка
- с. Катериновка
- пос. Молодёжное
- с. Новосёловка
- с. Плавещина
- с. Саловка